# لوسی اسپورز
لوسی اسپورز (انگلیسی: Lucy Spoors؛ زادهٔ ۲۴ دسامبر ۱۹۹۰) قایقران روئینگ زن اهل نیوزیلند است.
وی در مسابقات کشوری و بین‌المللی در مجموع برندهٔ ۲ مدال طلا، ۲ مدال برنز شده‌است.